# Pascal Servanty
Pascal Servanty (né le 26 mai 1966 à Bordeaux) est un athlète français, spécialiste de la marche.

## Biographie
Il est sacré champion de France du 20 kilomètres marche en 1997 et champion de France en salle du 5 000 m marche, en 1998, 2001, 2002 et 2003.
Il se classe 25e du 50 kilomètres marche lors des championnats du monde 1999, et remporte par ailleurs la médaille de bronze du 20 km marche des Jeux de la Francophonie 1997.